# RHI Magnesita
RHI Magnesita N.V. er en østrigsk producent af ildfaste materialer, systemer og services. I 2021 var omsætningen på 2,551 mia. euro og der var 12.000 ansatte. Der arbejdes indenfor sektorerne: Stål, støberi, cement, kemi, glas, tegl, ikke metaller, papir & pulp og råmaterialer.

## Historie
I 1908 opdagege mineingeniør Josef Hörhager et magnesit-depot i Millstätter Alpe i Østrig. En tysk-amerikaner, Emil Winter, overtog minerettighederne og etablerede "Austro-American Magnesite Company". I 1974 blev virksomheden købt af National Refractories Co. og Radex-Heraklith Industriebeteiligungs AG ('RHI AG') blev oprettet i 1987.